# Too Hot to Handle (1938)
Too Hot to Handle is een film uit 1938 onder regie van Jack Conway.

## Verhaal
Chris en Bill zijn beiden verliefd op de mooie Alma. Zij houdt zich echter alleen bezig met haar vermiste broer. Wanneer ze op een gevaarlijke expeditie gaat, gaan Chris en Bill met haar mee.

## Rolverdeling
| Acteur          | Personage                  |
| --------------- | -------------------------- |
| Myrna Loy       | Alma Harding               |
| Clark Gable     | Christopher 'Chris' Hunter |
| Walter Pidgeon  | William O. 'Bill' Dennis   |
| Walter Connolly | Arthur 'Gabby' MacArthur   |
| Leo Carrillo    | Joselito 'José' Estanza    |